# Manolo

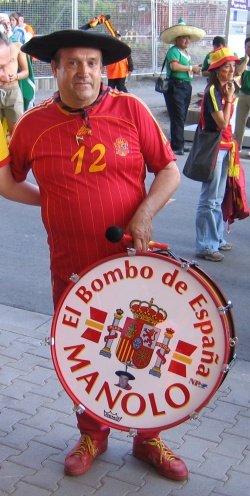
Manolo el del bombo

Manolo lub Manolo, el del bombo, właśc. Manuel Cáceres Artesero (ur. 15 stycznia 1949 w Ciudad Real, zm. 1 maja 2025 w Vila-real) – hiszpański kibic drużyny Valencia CF i piłkarskiej reprezentacji Hiszpanii, uważany za najbardziej znanego na świecie kibica piłki nożnej.

## Życiorys
Znakiem rozpoznawczym Manolo był baskijski beret, koszulka piłkarska z numerem 12 (symbolizująca kibica jako dwunastego zawodnika) i bęben El bombo de España (Bęben Hiszpanii), w który nieustannie uderzał podczas meczu dopingując swoją drużynę.
Manolo wychowywał się w Huesce, gdzie zaczął swoją przygodę z kibicowaniem lokalnemu zespołowi SD Huesca. Pierwszy mecz reprezentacji Hiszpanii na żywo zobaczył dnia 9 grudnia 1979 roku w Limassolu, gdzie drużyna La Roji grała mecz towarzyski z reprezentacją Cypru. Wynik zakończył się zwycięstwem Hiszpanów 3:1.
Pierwszy wielki turniej piłkarski w życiu Manolo to mistrzostwa świata 1982 w Hiszpanii i od tego czasu nie opuścił żadnego międzynarodowego meczu z udziałem swojej drużyny i był obecny na ośmiu mistrzostw świata i ośmiu mistrzostw Europy. Zadeklarował, iż zamierza wziąć udział w 12 kolejnych mistrzostwach świata i zrezygnuje ze swej pasji dopiero w wieku 77 lat.
Manolo stał się sławny podczas rozgrywanych w 1982 roku w Hiszpanii mistrzostw świata, kiedy to przemierzył autostopem 15 800 km, podążając za swoją drużyną i od tamtego momentu stał się ważną częścią reprezentacji Hiszpanii - m.in. uczestniczył w delegacjach w Pałacu Królewskim z udziałem króla Jana Karola I.
Dnia 1 lipca 2010 roku w Południowej Afryce, gdzie Manolo przebywał z okazji odbywających się tam mistrzostw świata 2010 dostał zapalenia płuc, w wyniku czego musiał wrócić do domu, a zarazem opuścić mecz ćwierćfinałowy reprezentacji Hiszpanii z reprezentacją Paragwaju (1:0) rozgrywany na Ellis Park Stadium w Johannesburgu. Był to od 1982 roku pierwszy mecz reprezentacji Hiszpanii bez obecności na trybunach Manolo. Jednak Manolo zdążył się wykurować i wrócił do RPA, gdzie reprezentacja Hiszpanii grała w strefie medalowej Mundialu 2010, w tym finale turnieju z reprezentacją Holandii (1:0) na Soccer City w Johannesburgu.

## Życie prywatne
Manolo był właścicielem baru Tu Museo Deportivo w pobliżu stadionu Estadio Mestalla w Walencji, jednakże z uwagi na permanentne podróże wynikające z jego pasji oraz niechęć do zlecenia jego prowadzenia innej osobie, lokal przynosił straty finansowe i obecnie jego właścicielem jest już inna osoba. Jego hobby stało się też przyczyną rozpadu rodziny, gdyż żona z czwórką dzieci wyprowadziła się z domu podczas jego wyjazdu w 1987 roku po tym, jak doznał wypadku i mimo pobytu w szpitalu, zamiast wrócić do domu, pojechał na mecz do Wiednia, gdzie reprezentacja Hiszpanii grała z reprezentacją Austrii (3:2) w eliminacjach do Mistrzostw Europy 1988.